# Arenogaudryina
Arenogaudryina es un género de foraminífero bentónico de la familia Prolixoplectidae, de la superfamilia Verneuilinoidea, del suborden Verneuilinina y del orden Lituolida. Su especie tipo es Arenogaudryina granosa. Su rango cronoestratigráfico abarca el Senoniense superior (Cretácico superior).

## Discusión
Clasificaciones previas incluían Arenogaudryina en el suborden Textulariina del orden Textulariida, o en el orden Lituolida sin diferenciar el suborden Verneuilinina.

## Clasificación
Arenogaudryina incluye a las siguientes especies:
- Arenogaudryina graniformis †
- Arenogaudryina granosa †